# 瑟尔根洛赫
瑟尔根洛赫是德国莱茵兰-普法尔茨州的一个市镇。总面积2.43平方公里，总人口1168人，其中男性597人，女性571人（2011年12月31日），人口密度481人/平方公里。